# Stomphastis chalybacma
Stomphastis chalybacma là một loài bướm đêm thuộc họ Gracillariidae. Nó được tìm thấy ở Ấn Độ, Indonesia (Sulawesi), Malaysia (West Malaysia và Sabah), Myanmar, Sri Lanka và Thái Lan.
Ấu trùng ăn Caesalpinia decapetala, Caesalpinia pulcherrima và Samanea saman. Chúng có thể ăn lá nơi chúng làm tổ.